# Vlado Perlemuter
Vlado Perlemuter (Kaunas,  toen Kovno geheten, 26 mei 1904 - Genève, 4 september 2002) was een Franse pianist van Litouwse herkomst.

## Leven en werk

### Jeugd en opleiding
Perlemuter werd geboren in Kaunas - nu in Litouwen, toen de hoofdstad van het Gouvernement Kovno van het Keizerrijk Rusland - als derde van vier zoons in een ontwikkeld en muzikaal gezin. Op driejarige leeftijd kon hij zijn linkeroog niet meer gebruiken door een ongeluk. Toen Perlemuter nog jong was verhuisde het gezin naar Frankrijk, waar hij opgroeide en naar school ging. In zijn jonge jaren werd hij kampioen croquet na een paar wedstrijden in het Bois de Boulogne. Hij studeerde piano aan het Conservatorium van Parijs bij Moritz Moszkowski en later ook Alfred Cortot. Reeds op vijftienjarige leeftijd behaalde hij zijn diploma. Zijn eindexamenspel was Thema en variaties van Gabriel Fauré die, hoewel toen al praktisch doof, aanwezig was bij de uitvoering. Korte tijd later won hij de prix d'honneur waarbij hij Variations, interlude et finale sur un thème de Rameau van Paul Dukas speelde in het bijzijn van de componist. In 1921 en 1922 verbleef Perlemuter in Annecy-le-Vieux bij de ouders van een medestudent die goed bevriend waren met Fauré. Daardoor leerde Perlemuter hem goed kennen en had hij de mogelijkheid meerdere pianowerken voor hem te spelen.

### Ravel
Het eerste stuk dat Perlemuter van Maurice Ravel speelde was Jeux d'eau. Het maakte zo'n diepe indruk op hem dat hij in de periode 1923-1927 alle pianowerken van Ravel ging instuderen. Op advies van een vriend schreef hij Ravel (die in die tijd al zeer populair was) een brief waarin hij schreef dat hij geïnteresseerd was in zijn muziek en vroeg of hij voor hem kon spelen. Ravel was geïnteresseerd in Perlemuter, omdat deze jonge pianist al zijn vrije tijd investeerde om ál zijn muziek te bestuderen, in tegenstelling tot veel pianisten die slechts enkele werken van hem speelden. Gedurende meerdere maanden in 1927 (over de exacte duur bestaat onduidelijkheid) kreeg Perlemuter de unieke kans om bij Ravel thuis in Montfort-l'Amaury zijn muziek te bestuderen. Twee jaar later speelde Perlemuter - als eerste pianist - in twee concerten het complete piano-oeuvre van Ravel in het bijzijn van de componist. Perlemuter herhaalde deze prestatie in 1987 bij een concert ter gelegenheid van het 50e overlijdensjaar van Ravel. In 1953 gaf Perlemuter een boek uit getiteld Ravel d'après Ravel waarin hij details beschrijft van zijn ervaringen en 'tips' van Ravel doorgeeft.

### Oorlogsjaren
De Tweede Wereldoorlog was een moeilijke tijd voor hem. Hij ontdekte dat hij op de Gestapo-lijst stond omdat hij Joods was. In 1942 deed hij wanhopige pogingen om met zijn vrouw naar Zwitserland te vluchten. Alfred Cortot deed niets om hem te helpen, hoewel hij als functionaris bij de regering van Vichy wel in die positie was. Perlemuter heeft hem dat nooit kunnen vergeven. Uiteindelijk lukte het naar Zwitserland te vluchten. Toen hij eenmaal op Zwitsers grondgebied was, werd hij door de Duitsers beschoten. Na de oorlog kreeg hij een zenuwinzinking waardoor hij drie jaar in een sanatorium moest verblijven.

### Pedagoog en carrière
Van 1951 tot 1977 was Perlemuter docent aan het Conservatorium van Parijs. Zijn faam als begenadigd muziekpedagoog was groot. Studenten van over de gehele wereld kwamen bij hem studeren. Zijn carrière als uitvoerend musicus duurde meer dan zeventig jaar. Zijn laatste openbare uitvoeringen vonden plaats in 1993 in de Halle Victoria in Genève, toen hij al 89 jaar oud was. Heel goed passend bij zijn grote voorliefde voor het werk van Ravel speelde hij een recital dat compleet bestond uit werken van deze componist. In 1977 stopte hij met lesgeven aan het conservatorium, maar hij bleef privéles geven totdat hij 96 was. Perlemuter overleed in 2002 op de leeftijd van 98 jaar.

## Stijl en oeuvre
Zijn pianospel werd gekenmerkt door een omfloerste toonkleur en een zingend legato gecombineerd met een moeiteloos lijkend gemak van interpretatie. Zijn carrière als uitvoerend musicus en docent was wereldwijd. Perlemuter maakte plaatopnamen van alle pianosonates van Mozart, de complete pianowerken van Ravel en diverse werken van Chopin, Beethoven, Mendelssohn, Schumann, Liszt, Fauré en Prokofjev.
- Biblioteca Nacional de España: XX849376
- Bibliothèque nationale de France: cb12131102f (data)
- CiNii: DA0565279X
- Gemeinsame Normdatei: 121009114
- International Standard Name Identifier: 0000 0001 0936 081X
- Library of Congress Control Number: n81132094
- Nationale Bibliotheek van Letland: 000281761
- MusicBrainz: a21d548e-d582-49e0-87d4-a9e3cb099224
- Bibliotheek van het Japanse parlement: 00747744
- Nationale Bibliotheek van Tsjechië: xx0113882
- Nationale Bibliotheek van Israël: 987007271738805171
- Nederlandse Thesaurus van Auteursnamen: 071285997
- LIBRIS: 174462
- SNAC: w6639wd8
- Système universitaire de documentation: 029755700
- Virtual International Authority File: 111901882
- WorldCat: E39PBJrGrdWtgHdYvXQhJdXDbd